# Província de Sakarya
Sakarya és una província de Turquia situada a la costa de la mar Negra. El riu Sakarya crea un conjunt d'estuaris a la província.
Sakarya està situada a la regió de la Màrmara. Les seves províncies adjacents són Kocaeli a l'oest, Bilecik al sud, Bolu al sud-est, i Düzce a l'est. La capital de Sakarya és Adapazarı. El clima és mediterrani a causa de la seva situació, propera al mar Negre.
Sakarya se situa a l'autopista d'Istanbul a Ankara. Està connectada tant a través d'una carretera com a través del ferrocarril. Disposa també de transport aeri mitjançant l'Aeroport Internacional de Sabiha Gökçen d'Istanbul.

## Història

El camp d'Akgöl a Sakarya

La història de Sakarya ens fa remuntar al 378 aC. Els pobladors antics incloïen frigis, bitinis, cimmeris, lidis i perses, però Sakarya obtingué la seva identitat dels romans i governants romans d'Orient. Una de les restes més importants d'importància històrica és el pont Justinianus (Beş Köprü), construït per l'emperador romà d'Orient Justinià I en l'any 533.

## Districtes
- Adapazarı
- Akyazı
- Arifiye
- Ferizli
- Erenler
- Geyve
- Hendek
- Karapürçek
- Karasu
- Kaynarca
- Kocaali
- Pamukova
- Sapanca
- Serdivan
- Söğütlü
- Taraklı